# Franck Zal
Franck Zal, né le 22 décembre 1966 dans le 15e arrondissement de Paris, est un scientifique français et docteur en biologie marine. Il a d'abord travaillé dans le domaine des pigments respiratoires des invertébrés marins colonisant des milieux extrêmes (sources hydrothermales profondes et zones intertidales) avant de se spécialiser dans le domaine de l’hémoglobine extracellulaire de l'annélide polychéte Arenicola marina et son transport d’oxygène. Ses travaux lui ont valu la médaille de bronze du CNRS en 2001.
En 2007, il décide de quitter le CNRS et il fonde Hemarina, un laboratoire biopharmaceutique spécialisé dans le développement de produits de santé reposant sur les propriétés de l’hémoglobine extracellulaire du ver marin arénicole.
Il a été adhérent et président durant plusieurs années de Bretagne Biosciences, Vice-Président de France Biotech et il est actuellement président de Biotech Santé Bretagne et vice-président de Antlanpôle Biothérapie.
Il est élu « Breton de l'année » aux victoires de la Bretagne 2018 et son entreprise Hemarina est élue entreprise innovante.

## Biographie

### Études
Franck Zal a obtenu son doctorat en 1996 auprès de l’université de Paris VI pour ses travaux sur les relations structure-fonction des hémoglobines extracellulaires des annélides. Il a ensuite continué son travail pendant trois ans de post-doctorat, d’abord à l’université de Santa Barbara en Californie (UCSB) pendant deux ans, puis pendant un an à l’université d’Anvers en Belgique. En 2001, il obtient son Habilitation à Diriger des Recherches (Paris VI) et en 2014 un MBA de l'École Supérieure de Commerce de Rennes.

### Carrière scientifique
Docteur et chercheur en biologie marine, Franck Zal a étudié pendant quinze ans les pigments respiratoires des invertébrés colonisant des milieux extrêmes avant de se spécialiser dans le domaine de l’hémoglobine extracellulaire des invertébrés marins et leur transport d’oxygène. Il a travaillé au CNRS, à la Station biologique de Roscoff (université Paris-VI). Il est l'auteur ou co-auteur de plus d'une centaine d'articles scientifiques et a effectué plusieurs centaines de conférences scientifiques et communications. 

### Entreprise Hemarina
Franck Zal crée à Morlaix (Bretagne, Finistère) sa société de biotechnologie, Hemarina, en 2007.

## Distinctions[réf.nécessaire]
- 2024: Médaille de la Société de Médecine de Paris
- 2024 : Prix AXA RSE
- 2024: Prix Littré de la découverte 2024 pour son livre "Un trésor sous le sable" publié aux Editions Les Arènes remis par le Groupement des Ecrivains Médecins
- 2023 : prix Galien ;
- 2020 : chevalier de l'Ordre National du Mérite Maritime ;
- 2019 : trophée de l'avenir Europe1 ;
- 2018 : startup de l'année EY ;
- 2018 : breton de l'année ;
- 2018 : prix de la société innovante bretonne ;
- 2018 : trophée des Conquérants Bretons ;
- 2018 : chevalier de l’ordre national du Mérite ;
- 2017 : prix Creative Next US ;
- 2017 : lauréat CCI international ;
- 2017 : prix Galien Medstartup ;
- 2016 : first prize as SME of the year ;
- 2016 : prix Fast 50 ;
- 2015 : premier prix de l'Alliance pour le Génie Biologique et Médical ;
- 2015 : prix Biotech d'Avenir – Région Ouest ;
- 2013 : prix E&Y Born Global – Région Ouest ;
- 2001 : médaille de bronze du CNRS.